# Astronia triangularis
Astronia triangularis är en tvåhjärtbladig växtart som beskrevs av J.F. Maxwell. Astronia triangularis ingår i släktet Astronia och familjen Melastomataceae. Inga underarter finns listade i Catalogue of Life.